# Carson City
Carson City es la capital del estado de Nevada, en Estados Unidos. Del censo del 2010 surge que en ese momento tenía una población de 55 274 habitantes. Su población estimada, a mediados de 2019, es de 55 916 habitantes.
Carson City es ahora una ciudad independiente, por lo que no es parte de ningún condado. Se encuentra al oeste del estado, unos pocos kilómetros al sur de Reno.

## Historia
Como muchas ciudades y pueblos en Nevada, Carson City fue fundada en 1858 en los años del auge de la búsqueda de minas y minerales, que en el caso de Carson City fue la plata, con el descubrimiento de la veta Comstock en 1859. En 1861 fue elegida capital del Territorio de Nevada. Carson City contó con una efímera casa de la moneda  desde 1863 (aunque no comenzó a operar hasta 1870) hasta 1885.

## Geografía
Carson City está localizado en las coordenadas 39º9´39" Norte y 119º45´14" Oeste. Su zona horaria es la Oeste de los EE. UU.   
De acuerdo con la Agencia Geográfica de Estados Unidos, Carson City tiene un área total de 403,2 km², de los cuales, 371,3 km² son tierra firme y 31,9 km² es agua. 
Carson City se encuentra en la parte más oeste de Nevada, y sus tierras limitan con el lago Tahoe por el oeste.

### Clima
| Parámetros climáticos promedio de Carson City, Nevada, normales 1991–2020, extremos 1893–presente | Parámetros climáticos promedio de Carson City, Nevada, normales 1991–2020, extremos 1893–presente | Parámetros climáticos promedio de Carson City, Nevada, normales 1991–2020, extremos 1893–presente | Parámetros climáticos promedio de Carson City, Nevada, normales 1991–2020, extremos 1893–presente | Parámetros climáticos promedio de Carson City, Nevada, normales 1991–2020, extremos 1893–presente | Parámetros climáticos promedio de Carson City, Nevada, normales 1991–2020, extremos 1893–presente | Parámetros climáticos promedio de Carson City, Nevada, normales 1991–2020, extremos 1893–presente | Parámetros climáticos promedio de Carson City, Nevada, normales 1991–2020, extremos 1893–presente | Parámetros climáticos promedio de Carson City, Nevada, normales 1991–2020, extremos 1893–presente | Parámetros climáticos promedio de Carson City, Nevada, normales 1991–2020, extremos 1893–presente | Parámetros climáticos promedio de Carson City, Nevada, normales 1991–2020, extremos 1893–presente | Parámetros climáticos promedio de Carson City, Nevada, normales 1991–2020, extremos 1893–presente | Parámetros climáticos promedio de Carson City, Nevada, normales 1991–2020, extremos 1893–presente | Parámetros climáticos promedio de Carson City, Nevada, normales 1991–2020, extremos 1893–presente |
| Mes                                                                                               | Ene.                                                                                              | Feb.                                                                                              | Mar.                                                                                              | Abr.                                                                                              | May.                                                                                              | Jun.                                                                                              | Jul.                                                                                              | Ago.                                                                                              | Sep.                                                                                              | Oct.                                                                                              | Nov.                                                                                              | Dic.                                                                                              | Anual                                                                                             |
| ------------------------------------------------------------------------------------------------- | ------------------------------------------------------------------------------------------------- | ------------------------------------------------------------------------------------------------- | ------------------------------------------------------------------------------------------------- | ------------------------------------------------------------------------------------------------- | ------------------------------------------------------------------------------------------------- | ------------------------------------------------------------------------------------------------- | ------------------------------------------------------------------------------------------------- | ------------------------------------------------------------------------------------------------- | ------------------------------------------------------------------------------------------------- | ------------------------------------------------------------------------------------------------- | ------------------------------------------------------------------------------------------------- | ------------------------------------------------------------------------------------------------- | ------------------------------------------------------------------------------------------------- |
| Temp. máx. abs. (°C)                                                                              | 22.2                                                                                              | 24.4                                                                                              | 27.2                                                                                              | 31.1                                                                                              | 34.4                                                                                              | 38.3                                                                                              | 41.7                                                                                              | 40.6                                                                                              | 39.4                                                                                              | 33.9                                                                                              | 26.1                                                                                              | 23.9                                                                                              | 41.7                                                                                              |
| Temp. máx. media (°C)                                                                             | 7.5                                                                                               | 9.7                                                                                               | 13.4                                                                                              | 16.5                                                                                              | 21.3                                                                                              | 27.2                                                                                              | 31.9                                                                                              | 31                                                                                                | 27.1                                                                                              | 20                                                                                                | 12.5                                                                                              | 7                                                                                                 | 18.8                                                                                              |
| Temp. media (°C)                                                                                  | 1.6                                                                                               | 3.5                                                                                               | 6.6                                                                                               | 9.3                                                                                               | 13.7                                                                                              | 18.3                                                                                              | 22.3                                                                                              | 21.2                                                                                              | 17.3                                                                                              | 11.2                                                                                              | 5.2                                                                                               | 1.2                                                                                               | 10.9                                                                                              |
| Temp. mín. media (°C)                                                                             | -4.4                                                                                              | -2.7                                                                                              | -0.2                                                                                              | 2.1                                                                                               | 6.1                                                                                               | 9.6                                                                                               | 12.7                                                                                              | 11.4                                                                                              | 7.6                                                                                               | 2.4                                                                                               | -2                                                                                                | -4.5                                                                                              | 3.2                                                                                               |
| Temp. mín. abs. (°C)                                                                              | -32.8                                                                                             | -30                                                                                               | -20.6                                                                                             | -16.1                                                                                             | -7.8                                                                                              | -3.9                                                                                              | 0.6                                                                                               | -3.3                                                                                              | -8.3                                                                                              | -14.4                                                                                             | -20.6                                                                                             | -32.2                                                                                             | -32.8                                                                                             |
| Precipitación total (mm)                                                                          | 43.7                                                                                              | 37.6                                                                                              | 31.5                                                                                              | 13                                                                                                | 13                                                                                                | 9.4                                                                                               | 4.6                                                                                               | 3.6                                                                                               | 6.1                                                                                               | 14                                                                                                | 22.9                                                                                              | 38.1                                                                                              | 237.2                                                                                             |
| Nevadas (cm)                                                                                      | 9.1                                                                                               | 4.3                                                                                               | 4.1                                                                                               | 0                                                                                                 | 0                                                                                                 | 0                                                                                                 | 0                                                                                                 | 0                                                                                                 | 0                                                                                                 | 0                                                                                                 | 1.8                                                                                               | 16.3                                                                                              | 35.6                                                                                              |
| Días de precipitaciones (≥ 0.2 mm)                                                                | 6.2                                                                                               | 5.6                                                                                               | 4.8                                                                                               | 3.2                                                                                               | 3.4                                                                                               | 1.7                                                                                               | 0.9                                                                                               | 1.0                                                                                               | 1.1                                                                                               | 2.4                                                                                               | 3.3                                                                                               | 4.8                                                                                               | 38.4                                                                                              |
| Días de nevadas (≥ 0.2 cm)                                                                        | 1.8                                                                                               | 1.4                                                                                               | 1.0                                                                                               | 0.1                                                                                               | 0.0                                                                                               | 0.0                                                                                               | 0.0                                                                                               | 0.0                                                                                               | 0.0                                                                                               | 0.0                                                                                               | 0.6                                                                                               | 1.4                                                                                               | 6.3                                                                                               |
| Fuente n.º 1: NOAA                                                                                |                                                                                                   |                                                                                                   |                                                                                                   |                                                                                                   |                                                                                                   |                                                                                                   |                                                                                                   |                                                                                                   |                                                                                                   |                                                                                                   |                                                                                                   |                                                                                                   |                                                                                                   |
| Fuente n.º 2: National Weather Service                                                            |                                                                                                   |                                                                                                   |                                                                                                   |                                                                                                   |                                                                                                   |                                                                                                   |                                                                                                   |                                                                                                   |                                                                                                   |                                                                                                   |                                                                                                   |                                                                                                   |                                                                                                   |

## Demografía
Según el censo de 2000 la población de Carson City es de 52.457 habitantes, lo que representa una densidad de 141 habitantes/km². En la ciudad hay 20.171 viviendas y 13.252 familias.  
La configuración racial de la ciudad es: 85.30% de la población es blanca, el 1,80% son afroamericanos, 2,40% son indios nativos americanos, el 1,77% son asiáticos y el 14,23% de la población son hispanos o latinos.
Según la Oficina del Censo en 2000 los ingresos medios por hogar en la localidad eran de $41.809, y los ingresos medios por familia eran $49.570. Los hombres tenían unos ingresos medios de $35.296 frente a los $27.418 para las mujeres. La renta per cápita para la localidad era de $20.943. Alrededor del 6.9% de las familias y del 10.0% de la población estaban por debajo del umbral de pobreza.

## Cultura
- Museo Estatal de Nevada
- Museo Estatal del Ferrocarril de Nevada

### Literatura
El libro The Basque Hotel. Nacido en América, del escritor Robert Laxalt, está ambientado en el Carson City de las primeras décadas del siglo XX.
La trama de la novela Se busca forajido, del autor español de literatura popular Silver Kane, se desarrolla en Carson City.

### Cine
La cuarta entrega de la saga cinematográfica Tremors (2004) está ambientada en la segunda mitad del siglo XIX en una ficticia pequeña colonia minera próxima a Carson City (llamada "Rejection" y rebautizada "Perfection"), fundada para lograr una mayor capacidad de extracción en la cercana mina de plata. La propia ciudad de Carson City aparece brevemente en unas escenas, concebida al estilo de las clásicas ciudades de películas del Oeste.

### Televisión
Carson City es frecuentemente mencionada en la serie Bonanza. Es la ciudad más próxima al rancho "La Ponderosa" después de Virginia City, muy frecuentada por la familia Cartwright.